# Arco di San Maurizio
L'Arco di San Maurizio  est l'une des anciennes portes des remparts de la ville de Sienne.

## Histoire
C'est l'ancienne Porta di San Maurizio al Ponte du Duecento qui menait à l'église San Maurizio, et le Ponte provient d'un ancien pont-levis disparu.
Depuis la domination florentine deux niches comportent des bustes de grands-ducs médicéens.